# Kerschbaum (Gemeinde Rainbach)
Kerschbaum ist eine Ortschaft und eine Katastralgemeinde in der Marktgemeinde Rainbach im Mühlkreis im Bezirk Freistadt in Oberösterreich. Die Ortschaft liegt etwa 3 Kilometer nördlich des Hauptortes Rainbach. Am 1. Jänner 2024 hatte die Ortschaft 330 Einwohner.
Im Jahr 2001 bestand die Ortschaft aus 90 Gebäuden, wobei 81 davon Hauptwohnsitze aufwiesen. Zudem waren zu diesem Zeitpunkt acht Arbeitsstätten und 41 Land- und forstwirtschaftliche Betriebsstätten gemeldet.

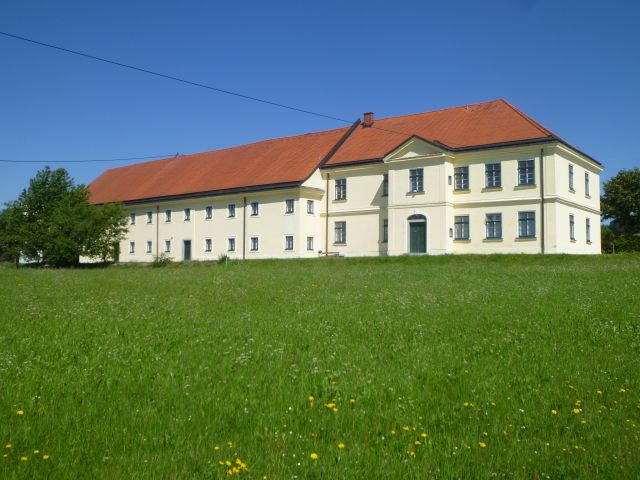
Bahnhof der Pferdeeisenbahn in Kerschbaum

Kerschbaum liegt an der historischen Pferdeeisenbahnlinie Budweis – Linz – Gmunden. Zu diesem Thema besteht in der Ortschaft ein Museum.